# Krypto superpies
Krypto superpies (ang. Krypto the Superdog, 2005-2006) – kanadyjsko-amerykański serial animowany opowiadająca o psie który posiadając niezwykłe moce wraz ze swoją drużyną zwalcza zło w swoim mieście. W USA premiera serialu nastąpiła 26 marca 2005. Premiera serialu w Polsce odbyła się 10 września 2012 roku na kanale Boomerang w bloku Cartoonito.

## Główni bohaterowie (protagoniści)
- Krypto – przywódca załogi, pies rasy labrador retriever posiadający supermoce, jest psim odpowiednikiem Supermana, tak samo jak on pochodzi z planety Krypton i jest wrażliwy na kryptonit.
- Streaky – kot posiadający supermoce, koci odpowiednik Supermana, mieszkający drzwi w drzwi z psem Krypto. Swoje moce uzyskuje po tym, jak promień który miał trafić Superpsa odbił się i uderzył w Superkota. Jest odporny na kryptonit.
- Kevin – ma 9 lat, jest przyjacielem Krypta. Za pomocą intergalaktycznego komunikatora może porozumiewać się z Superpsem.
- As Bat-pies – pies rasy owczarek niemiecki, partner Batmana, noszący jego strój. Podobnie jak człowiek-nietoperz wykorzystuje w walce swoją siłę i zwinność oraz przeróżne gadżety które przechowuje w swojej obroży.
- Andrea – sąsiadka Kevina i właścicielka Streaky'ego, jej ulubioną zabawą jest ubieranie go w różnego rodzaju przebrania.
- Załoga Psiej Gwiazdy – to grupa psów w której każdy posiada jakąś unikalną moc. Zajmują się tropieniem przestępców w całym wszechświecie.
  - Bystra Barker – to fioletowa suczka rasy chart afgański, posiada zdolności telekinetyczne i telepatyczne, jest przywódczynią patrolu.
  - Mega Mała – to różowa chihuahua, potrafi nadmuchać swoje ciało niczym piłkę i taranować wrogów.
  - Pooch Łapa – to żółto-brązowy pies gończy, ma osiem łap, dzięki czemu może bardzo szybko biegać, kopać itp.
  - Lasso-Terier – to pies rasy cairn terrier, potrafi wydłużać swój ogon i używać go jako lasso.
  - Husky Kiełson – to niebieski husky syberyjski z francusko-kanadyjskim akcentem, jego wielki przedni ząb służy mu jako świder.
  - Buldog Byk – to buldog angielski z typowym brytyjskim akcentem, z głowy wyrastają mu rogi byka, które wykorzystuje w walce.
  - Hot Dog – to czerwony jamnik, jego ciało potrafi wytworzyć bardzo duże ilości ciepła, potrafi również ziać ogniem.
  - Małpka – to dzidzia z dżungli która mówi uu-aa.
  - Ignatius (Igy) – legwan.

## Bohaterowie poboczni (antagoniści)
- Mechanikot – główny złoczyńca i wróg Krypta, jest kotem-cyborgiem, z mechanicznym lewym okiem, dolną szczęką, ramionami, nogami i ogonem. Wiele razy próbował podbić Ziemię, co nigdy mu się nie udało za sprawą Superpsa, zawsze trzyma przy sobie duże ilości kryptonitu. W walce często wysługuje się maszynami lub innymi złoczyńcami.
- Snooky Wookums – jeden z najlepszych agentów Mechanikota, używa swojego uroku i przebiegłości by wpakować w kłopoty Krypta i innych przeciwników Mechanikota.
- Dalila – kotka o kremowej sierści, podwładna Mechanikota, zna aż dziewięć rodzajów kung-fu, często pomaga w budowie Koto-botów.
- Hieny Jokera – wrogowie Bat-psa.
- Banda Pingwina – złe ptaki.

## Wersja polska
Wersja polska: SDI Media Polska

Reżyseria: Tomasz Robaczewski

Dialogi: 
- Tomasz Robaczewski (odc. 1-7, 36-39),
- Marta Robaczewska (odc. 8-35)

W wersji polskiej udział wzięli:
- Jakub Mróz – Krypto
- Łukasz Lewandowski – 
  - Streaky,
  - Squeaky
- Franciszek Dziduch – Kevin
- Artur Pontek – 
  - Lasso-Terier,
  - Pingwin (odc. 7a, 26b, 31b),
  - Plik i Blit (odc. 34b)
- Jacek Król – As – Bat-pies
- Adam Pluciński – 
  - Hot Dog,
  - Albert (odc. 8b),
  - Ogon Krypta (odc. 13a),
  - Bud i Lou (odc. 14b, 15b, 24a),
  - Piernikowy Ludek (odc. 25)
- Grzegorz Kwiecień – 
  - Superman,
  - Ignatius,
  - Jimmy Szczur (odc. 5a, 15b, 32a),
  - Griff (odc. 7a),
  - lew (odc. 8b),
- Beata Jankowska-Tzimas – 
  - Snooky (odc. 1-20a, 22a, 26a, 28a, 32b, 33b, 35),
  - dr Chang (odc. 19b)
- Bartosz Martyna – 
  - Robopies (odc. 7b, 11a),
  - Bernie (odc. 8b),
  - Beazle (odc. 17a, 22b)
- Dorota Furtak – Andrea

oraz:
- Joanna Węgrzynowska – mama Kevina
- Robert Jarociński – Lex Luthor
- Artur Kaczmarski – 
  - reporter (odc. 9b),
  - Kundelski (odc. 3b, 17a, 22b),
  - Benny (odc. 28b)
- Marek Robaczewski – 
  - sierżant (odc. 28b),
  - bóbr kosmita (odc. 37a)
- Paweł Szczesny – 
  - Buldog Byk,
  - dzik (odc. 8b),
  - Freddie (odc. 24b),
  - dziadek (odc. 25)
- Maria Niklińska – 
  - Bystra Barker,
  - członek fanklubu Superkota (odc. 33b)
- Jakub Szydłowski – Mechanikot
- Anna Sztejner – Mega Mała
- Krzysztof Cybiński – 
  - Artie (odc. 7a, 31b),
  - Thunderpies (odc. 9b, 29b),
  - wilk (odc. 25)
- Anna Apostolakis-Gluzińska – 
  - Dalila (odc. 4b, 24b, 30a, 32b),
  - ciocia Nancy (odc. 25)
- Jacek Jarzyna
- Janusz Wituch – 
  - Husky Kiełson,
  - Smokey (odc. 8a),
  - wujek Dexter (odc. 25)
- Michał Podsiadło – 
  - pomocnik Thunderpsa w filmie (odc. 29b),
  - jeden z bobrów (odc. 37a)
- Aleksandra Kowalicka
- Maciej Więckowski – olbrzym (odc. 25)
- Ewa Prus – 
  - Rosey (odc. 17a),
  - Katie Makot (odc. 23a),
  - wiedźma (odc. 25)
- Kamil Kula – postarzony Kevin (odc. 29a)
- Grzegorz Drojewski – 
  - Śliniak (odc. 18b),
  - rudzik (odc. 24a),
  - Doolie (odc. 24b),
  - świnka (odc. 25),
  - Robbie (odc. 36b),
  - opiekun obozu (odc. 37a)
- Joanna Pach – Snooky (odc. 20b)
- Robert Kuraś – pan Biderman (odc. 34a)
- Julia Kołakowska-Bytner – 
  - Księżniczka (odc. 23a),
  - członek fanklubu Superkota (odc. 33b)
- Beata Wyrąbkiewicz – Isis
- Alek Kubiak – Bailey (odc. 25, 34a)
- Waldemar Barwiński – Mike (odc. 28b)
- Krzysztof Plewako-Szczerbiński –
  - król bakłażan (odc. 27b),
  - naukowiec #1 (odc. 31a),
  - papuga (odc. 36a),
  - obozowicz (odc. 37a),
  - Brump Brump (odc. 38b)
- Anna Wodzyńska –
  - komputer na statku Krypta (odc. 27b),
  - naukowiec #2 (odc. 31a)

i inni
Lektor: Artur Kaczmarski

## Spis odcinków
| Premiera odcinka | N/o | Polski tytuł                        | Angielski tytuł                  |
| ---------------- | --- | ----------------------------------- | -------------------------------- |
|                  |     |                                     |                                  |
| SERIA PIERWSZA   |     |                                     |                                  |
|                  |     |                                     |                                  |
| 10.09.2012       | 01  | Początek przyjaźni                  | Krypto's Scrypto                 |
|                  |     |                                     |                                  |
| 11.09.2012       | 02  | Super Pchła                         | Super-Flea                       |
| 11.09.2012       | 02  | Robaczy żywot                       | A Bug's Strife                   |
|                  |     |                                     |                                  |
| 12.09.2012       | 03  | Załoga Psiej Gwiazdy                | Meet the Dog Stars               |
| 12.09.2012       | 03  | Historia Streaky’ego                | The Streaky Story                |
|                  |     |                                     |                                  |
| 13.09.2012       | 04  | Pieluszkowe szaleństwo              | Diaper Madness                   |
| 13.09.2012       | 04  | Kocie sposoby                       | Feline Fatale                    |
|                  |     |                                     |                                  |
| 14.09.2012       | 05  | Wyszczekany Kevin                   | Dog-Gone Kevin                   |
| 14.09.2012       | 05  | Bat-pies – początek                 | The Dark Hound Strikes!          |
|                  |     |                                     |                                  |
| 17.09.2012       | 06  | Mój nowy zwierzak                   | My Pet Boy                       |
| 17.09.2012       | 06  | Kostki szaleństwa                   | Dem Bones                        |
|                  |     |                                     |                                  |
| 18.09.2012       | 07  | Być jak nietoperz                   | Bat Hound for a Day              |
| 18.09.2012       | 07  | Robopies                            | Dogbot                           |
|                  |     |                                     |                                  |
| 19.09.2012       | 08  | Stary pies                          | Old Dog, New Tricks              |
| 19.09.2012       | 08  | Rozmowy ze zwierzętami              | Talk to the Animals              |
|                  |     |                                     |                                  |
| 20.09.2012       | 09  | Superbohaterski wujek               | My Uncle, The Superhero          |
| 20.09.2012       | 09  | Najlepszy pies                      | Top Dog                          |
|                  |     |                                     |                                  |
| 21.09.2012       | 10  | Kot w kosmicznych butach            | Puss in Space Boots              |
| 21.09.2012       | 10  | Mikro problem                       | Teeny Tiny Trouble               |
|                  |     |                                     |                                  |
| 24.09.2012       | 11  | Robopies na ratunek                 | Dogbot to the Rescue             |
| 24.09.2012       | 11  | Zły Bailey                          | Bad Bailey                       |
|                  |     |                                     |                                  |
| 25.09.2012       | 12  | Nieszczęścia Bat-psa                | Bat Hound's Bad Luck             |
| 25.09.2012       | 12  | Psi cyrk                            | Circus of the Dog Stars          |
|                  |     |                                     |                                  |
| 26.09.2012       | 13  | W pogoni za ogonem                  | The Living End                   |
| 26.09.2012       | 13  | Pieska zima                         | The Dog Days of Winter           |
|                  |     |                                     |                                  |
| 04.03.2013       | 14  | Nowa fryzura                        | Bad Hair Day                     |
| 04.03.2013       | 14  | Rybna misja psa i kota              | The Cat and the Bat              |
|                  |     |                                     |                                  |
| 05.03.2013       | 15  | Małpka Melanie                      | Melanie's Monkey                 |
| 05.03.2013       | 15  | Głupie kawały                       | Funny Business                   |
|                  |     |                                     |                                  |
| 06.03.2013       | 16  | Znikający kot                       | Now You See Him...               |
| 06.03.2013       | 16  | Kości niezgody                      | Bones of Contention              |
|                  |     |                                     |                                  |
| 07.03.2013       | 17  | Poszukiwacze pamięci                | Superdog? Who's Superdog?        |
| 07.03.2013       | 17  | Spokojne życie                      | The Good Life                    |
|                  |     |                                     |                                  |
| 08.03.2013       | 18  | Opowieść Streaky’ego                | Streaky's Supercat Tale          |
| 08.03.2013       | 18  | Nowy rekrut                         | The New Recruit                  |
|                  |     |                                     |                                  |
| 11.03.2013       | 19  | Hau, hau i do góry                  | Up, up and Away                  |
| 11.03.2013       | 19  | Era dinozaurów                      | Dinosaur Time                    |
|                  |     |                                     |                                  |
| 12.03.2013       | 20  | Szczenięce problemy                 | Puppy Problems                   |
| 12.03.2013       | 20  | Zamiana stron                       | Switching Sides                  |
|                  |     |                                     |                                  |
| 13.03.2013       | 21  | Znikające drzewa                    | Leaf of Absence                  |
| 13.03.2013       | 21  | Większa siostra                     | Big Sister                       |
|                  |     |                                     |                                  |
| 14.03.2013       | 22  | Pierwsze spotkanie Bat-psa z Załogą | Bat Hound Meets the Dog Stars    |
| 14.03.2013       | 22  | Pieskie życie                       | A Dog's Life                     |
|                  |     |                                     |                                  |
| 15.03.2013       | 23  | Zamiana na jeden dzień              | Stray for a Day                  |
| 15.03.2013       | 23  | Pierzasta przygoda                  | Ruffled Feathers                 |
|                  |     |                                     |                                  |
| 18.03.2013       | 24  | Bat-pies i Robin                    | Bat Hound and The Robin          |
| 18.03.2013       | 24  | Kudłata ryba                        | Furry Fish                       |
|                  |     |                                     |                                  |
| 19.03.2013       | 25  | Gwiazdkowa opowieść                 | Storybook Holiday                |
|                  |     |                                     |                                  |
| 20.03.2013       | 26  | Kieł Kiełsona                       | Tusky’s Tooth                    |
| 20.03.2013       | 26  | Latający pingwin                    | When Penguins Fly                |
|                  |     |                                     |                                  |
| SERIA DRUGA      |     |                                     |                                  |
|                  |     |                                     |                                  |
| 04.11.2013       | 27  | Dzieciaki w pelerynach              | Kids in Capes                    |
| 04.11.2013       | 27  | Atak wirtualnych warzyw             | Attack of the Virtual Vegetables |
|                  |     |                                     |                                  |
| 05.11.2013       | 28  | Mechani-Bot                         | Mechani-Bot                      |
| 05.11.2013       | 28  | Giętki Zuch ratuje sytuację         | Stretch-O-Mutt to the Rescue     |
|                  |     |                                     |                                  |
| 06.11.2013       | 29  | Rosnący problem                     | Growing Pains                    |
| 06.11.2013       | 29  | Pieska krucjata                     | K-9 Krusader                     |
|                  |     |                                     |                                  |
| 07.11.2013       | 30  | Andrea poznaje prawdę               | Andrea Finds Out                 |
| 07.11.2013       | 30  | Czarodziej Pies                     | Magic Mutts                      |
|                  |     |                                     |                                  |
| 08.11.2013       | 31  | Gady atakują                        | Reptile Round-Up                 |
| 08.11.2013       | 31  | Wycieczka śladami Streaky’ego       | Streaky's Field Trip             |
|                  |     |                                     |                                  |
| 11.11.2013       | 32  | Szczurołap                          | Pied Pussycat Piper              |
| 11.11.2013       | 32  | Słoneczna misja                     | Solar Specs                      |
|                  |     |                                     |                                  |
| 12.11.2013       | 33  | Zjedzony kucharz                    | Too Many Cooks                   |
| 12.11.2013       | 33  | Dołącz do klubu                     | Join the Club                    |
|                  |     |                                     |                                  |
| 13.11.2013       | 34  | Bailey atakuje                      | Bailey's Back                    |
| 13.11.2013       | 34  | Bolesny problem Streaky’ego         | Streaky's Inner Struggle         |
|                  |     |                                     |                                  |
| 14.11.2013       | 35  | Sobowtór                            | Face Time                        |
| 14.11.2013       | 35  | Kotopia                             | Catopia                          |
|                  |     |                                     |                                  |
| 15.11.2013       | 36  | Papuga i piraci                     | The Parrot and the Pirates       |
| 15.11.2013       | 36  | Powrót Robbiego                     | Robbie's Return                  |
|                  |     |                                     |                                  |
| 18.11.2013       | 37  | Bobrza rewolucja                    | Revolt of the Beavers            |
| 18.11.2013       | 37  | Atak z planety orzeszków            | Invasion From the Planet Peanut  |
|                  |     |                                     |                                  |
| 19.11.2013       | 38  | Mechani-porażka                     | Mechani-Calamity                 |
| 19.11.2013       | 38  | Brump Brump                         | Barrump Barrump                  |
|                  |     |                                     |                                  |
| 20.11.2013       | 39  | Iguanuka                            | Iguanukkah                       |
|                  |     |                                     |                                  |